# James Mann Williamson

James Mann Williamson (1849–1901)

James Mann Williamson (geboren am 25. Dezember 1849 in South Shields; gestorben am 12. November 1901 in Ventnor) war ein britischer Arzt.

## Leben
James Mann Williamson war der Sohn des Arztes James Williamson. Ab dem 13. Lebensjahr besuchte er die Edinburgh High School. Er studierte Medizin an der London University. 1872 erhielt er den ersten medizinischen Grad als „Bachelor of Medicine“ und erhielt die Copley Medal an der Edinburgh University. Dort studierte er bei Joseph Lister, James Spence (1812–1882) und Sir Alexander Russell Simpson (1835–1916). 1875 promovierte er zum M. D. Er wurde Arzt am Royal National Hospital in Ventnor. Er war Mitglied, der Clinical and Pathological Societies of London. 1882 heiratete er Janet Eliza Bruce, Tochter von William Bruce D.D. und Nichte des Dichters und Predigers Robertson of Irvine. Er hatte drei Kinder Hilda, Janet and James Bruce (1892–1979). Zu seinen Patienten der gehörten der junge Winston Churchill, Karl Marx und andere.
Karl Marx, der seinen letzten Erholungsurlaub auf der Isle of Wight in Ventnor verbrachte (30. Oktober 1882 bis 12. Januar 1883), war bei ihm in Behandlung. Überliefert sind zwei Briefe an Marx von Williamson und eine Widmung von Karl Marx an Janet Eliza Williamson auf einer Fotografie von Marx.

## Werke
- Treatment of Bronchitis in Children (in 3 parts). In: The Mothers Magazine
- Ventnor and the Undercliff in Chronic Pulmonary Diseases. Balliére, Tindall, and Cox, London 1877; 2nd. Ed. 1884, Textarchiv – Internet Archive[12]
- On the supposed relation between haemorrhage and altered barometric pressure. With observations on 120 cases of haemoptysis. Henry Renshaw, London 1879. (=Medical tracts 48)
- Lecture. Sleep and its relation to Dreams, Somnambulism and Trance. 1880.
- Some Practical Points on the Treatment of Haemoptysis. The British medical Journal. Vol. I. 1882.
- The Laryngeal Complications of Consumption. In: The British medical Journal. Vol. II. 1882.
- Ventnor and the Undercliff in Chronic Pulmonary Diseases. 2nd. Ed., Balliére, Tindall, and Cox, London 1884. Textarchiv – Internet Archive
- A Plea for the fuller study of the elimination of drugs from the system. An address delivered before the Isle of Wight District of the British Medical Association. Edinburgh 1887.
- The life and times of St. Boniface. W.J. Knight, Ventnor / H. Frowde, London 1904, Textarchiv – Internet Archive

## Nachlass
- Williamson, Dr James Mann, (c 1849–1901), general practitioner at Ventnor, Isle of Wight. Digitalisat